# Laoski kip
Laoski kip (laoški kip, laoski:  ກີບ) je službena valuta u Laosu. 
Međunarodni kod je: LAK. Simbol za kip je ₭ ili ₭ N. Kip izdaje Banka Laosa. U 2009. godini inflacija je iznosila 3,92 %. Jedan kip sastoji se od 100 ata.
Vlada Slobodnog Kipa je u razdoblju od 1945. do 1946. izdavala u Vientianeu prije nego što je Francuska preuzela kontrolu nad regijom. Kip je vraćen kao valuta 1952. godine kao zamjena za pijastru Francuske Indokine.
Postoje novčanice u iznosima: 1, 5, 10, 20, 50, 100, 500, 1000, 2000, 5000, 10000, 20000, 50000 i 100000 kipa i kovanice od 10, 20 i 50 ata.

## Vanjske poveznice
- Banka Laosa